# Снайпери (фільм, 1938)
Снайпери (англ. Sharpshooters) — американський пригодницький фільм режисера Джеймса Тінлінга 1938 року.

## Синопсис
Оператор кінохроніки працює в міфічній європейській країні, коли на короля здійснюють терористичний акт. Він вивозить свої негативи з країни і знаходить молодого наслідного принца, який також в небезпеці.

## У ролях
- Брайан Донлеві — Стів Мітчелл
- Лінн Барі — Діана Вудворд
- Воллі Вернон — Вальдо
- Джон «Дасті» Кінг — принц Алексіс
- Дагласс Дамбрілл — граф Максім
- К. Генрі Ґордон — Колтер
- Сідні Блекмер — барон Орлов
- Мартін Спеллман — принц Майкл Мартін
- Френк Пулья — Іван
- Гемілтон Макфадден — Боумен